# مقاطعة سيمبسون (ميسيسيبي)
مقاطعة سيمبسون هي مقاطعة في مسيسيبي، بلغ عدد سكانها 27٬503  نسمة، في 2010، عاصمتها مندنهال، تبلغ مساحتها 1٬529 كيلومتر مربع.

## الموقع
تشترك في الحدود مع:
- مقاطعة رانكين (ميسيسيبي)
- مقاطعة لورنس
- مقاطعة جيفرسون ديفيس (ميسيسيبي).

## التقسيمات الإدارية
- مندنهال.